# Elephant (Stefano Ianne)
Elephant è un 
album di Stefano Ianne del 2007 pubblicato da Rai Trade.

## L'album
L'album è stato interamente realizzato da una registrazione live di un concerto tenuto a Milano al Teatro Dal Verme dall'Orchestra i Pomeriggi Musicali, che ne esalta il carattere sinfonico. Sotto la direzione orchestrale di Valter Sivilotti, il minimalismo diviene un punto di partenza e un trampolino di lancio per una commistione di generi.
Alla registrazione partecipa come solista al pianoforte Rolf Hind, spesso protagonista con la London Sinfonietta.
Il cd che ne deriva viene distribuito da aprile 2007; contiene una traccia video d'animazione e un booklet a cura di Francesco Acquaviva.
Sua è anche l'illustrazione di copertina ed interna della confezione.

## Tracce
1. 14Julliet
2. Amundsen
3. Elephant
4. Praestigium
5. Mare Mostrum
6. EleKtroniche spiel
7. Pathos
8. Autunno e le foglie
9. Moto perpetuo
10. Elephant (video)